# Stadio Nuevo Arcángel
Lo stadio Nuevo Arcángel (in spagnolo Estadio Nuevo Arcángel) è uno stadio di calcio di Cordova, città della Spagna. Inaugurato nel 1993, è di proprietà comunale, anche se il Córdoba CF ha una concessione d'uso per cinquant'anni e lo usa per disputarvi le proprie partite in casa.

## Storia
Dopo aver abbattuto il vecchio stadio "El Arcángel", situato a 500 metri dallo stadio attuale, dove il Córdoba CF ha giocato per 39 anni, comprese le otto stagioni in Primera División, la società ha costruito un nuovo stadio nel 1993. Il nuovo impianto è stato chiamato Estadio Nuevo Arcángel. La capacità è di 25.100 spettatori.

## Progetti di ammodernamento
Nel 2005 venne avviata una ristrutturazione completa dello stadio, in quanto le strutture erano inadeguate per la città e per il club che aveva ambizioni importanti. Inoltre, la visibilità non era ottimale a causa della distanza  che separava il campo dalle tribune. Così, verso la fine dell'anno vennero terminati i lavori di riammodernamento della tribuna centrale, che ha una capienza di 8.000 spettatori suddivisi in due settori. La struttura comprende anche un edificio di 8 piani in cui sono presenti degli uffici che all'epoca dei lavori dovevano essere usati dalle aziende per completare la ristrutturazione dello stadio, ma attualmente non sfruttati. Inoltre, a partire dal settembre 2007 iniziò la costruzione della curva nord, che fu aperta ai tifosi nel settembre dell'anno seguente. 
Quindi lo stadio sarebbe stato completato con la creazione della tribuna ovest, con caratteristiche simili a quella esistente, ma con l'aggiunta di un albergo adiacente, in modo tale che l'azienda che avrebbe dovuto eseguire i lavori di ristrutturazione avrebbe ottenuto dei profitti da tale struttura.

## Il progetto City Entertainment
Quando lo stadio sarà completato avrà circa 25.100 posti a sedere. Attualmente comprende un edificio nel quale sono presenti vari uffici che non è stato ancora utilizzato e sono previste anche le costruzioni di parcheggi, un hotel, vari negozi e altro. Una volta completo l'impianto potrà ospitare anche partite di competizioni europee, mondiali e olimpiche.
Città con molte attrazioni, Cordova è stata inserita in un progetto all'interno del quale è compresa la ristrutturazione dello stadio. Purtroppo lo stadio è stato ristrutturato solo in parte. Infatti i lavori sarebbero dovuti terminare nel 2008. Inoltre a est dell'impianto (luogo in cui passa l'autostrada) si sarebbero dovute costruire anche una migliore rete stradale per i pedoni e per agevolare il traffico delle auto, oltre a campi da golf, un residence per anziani e un nuovo polo fieristico, migliorando in questo modo l'area (chiamata El Arenal).

## Il nuovo stadio
Per la curva nord, ristrutturata solo in parte, i tempi di lavoro sono stimati in circa un anno. Al momento, però, non si conosce il numero di settori in cui sarà composta la nuova struttura, così come sono pochi i dettagli per quanto riguarda le altre parti dello stadio.
Il nuovo progetto prevede anche la costruzione di un edificio di 8 piani riservato agli uffici. Attualmente non è stato ancora utilizzato.

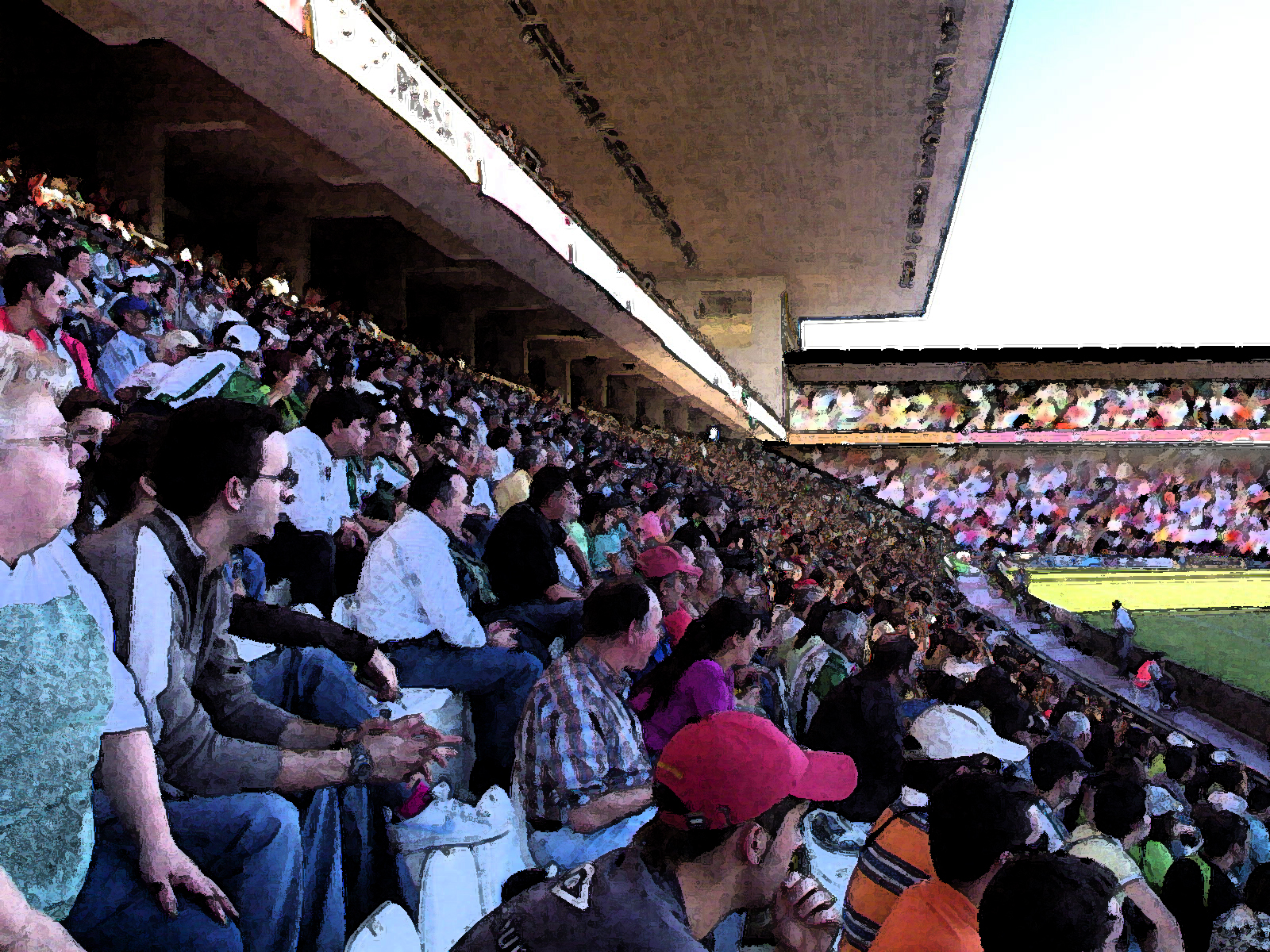
Un'immagine del nuovo impianto

Ma la fase più complicata dei lavori è la demolizione della struttura attuale, in quanto le tribune dello stadio sono divise in due settori.
Inoltre, gli ingressi, che consentono di accedere alle tribune, saranno collocati nei quattro angoli del nuovo impianto.
Per quanto riguarda invece il tetto, esso coprirà tutto lo stadio.
Dunque, il nuovo progetto è simile a quello degli stadi inglesi. Infatti avrà una forma quadrata e i settori posti più in basso saranno gli unici che delimiteranno per intero il perimetro del campo di calcio, mentre quelli più alti saranno "tagliati" in prossimità degli angoli dell'impianto.
Infine, il nuovo progetto prevede, oltre ad una ristrutturazione dell'impianto, anche un miglioramento della rete stradale posta nei pressi dello stadio, in modo da poter migliorare l'accessibilità al nuovo impianto. La nuova capienza prevista è di 25.100 spettatori, i cui posti saranno tutti a sedere e coperti (circa 3.200 in più in confronto agli attuali 21.822).